# Sal Bartolo
Salvatore Interbartolo znany jako Sal Bartolo (ur. 5 listopada 1917 w Bostonie, zm. 19 lutego 2002 w Lynn w stanie Massachusetts) – amerykański bokser, zawodowy mistrz świata w wadze piórkowej.
Rozpoczął karierę boksera zawodowego w 1937. Wygrywał większość pojedynków, choć zdarzały się mu porażki. 17 lutego 1939 pokonał go przyszły mistrz świata Petey Scalzo. W następnej walce Bartolo zdobył tytuł mistrza Nowej Anglii w wadze piórkowej, wygrywając z Tonym Dupre. W 1941 przegrał na punkty z Chalkym Wrightem i pokonał m.in. Jacka „Spidera” Armstronga, w 1942 Williego Roache'a, a w 1943 byłego mistrza świata Joeya Archibalda.
9 kwietnia 1943 w Bostonie zmierzył się w walce towarzyskiej z ówczesnym mistrzem świata wagi piórkowej uznawanym przez NYSAC Williem Pepem, przegrywając niejednogłośnie na punkty. W rewanżowej walce 8 czerwca tego roku, również w Bostonie, stawką był tytuł mistrza świata NYSAC. Pep obronił go wygrywając jednogłośnie na punkty.
10 marca 1944 w Bostonie Bartolo został mistrzem świata federacji NBA po wygranej na punkty z obrońcą tytułu Philem Terranovą. Odbywał wówczas służbę wojskową w United States Navy; jest jedynym Amerykaninem, który został bokserskim mistrzem świata podczas służby w mundurze. W rewanżu 5 maja tego roku w Bostonie obronił tytuł po niejednogłośnym zwycięstwie na punkty. Dwukrotnie jeszcze skutecznie walczył w obronie pasa mistrzowskiego, oba razy w Bostonie. 15 grudnia 1944 pokonał Williego Roache'a na punkty, a 3 maja 1946 znokautował w 6. rundzie „Spidera” Armstronga.
7 czerwca 1946 zmierzył się w Madison Square Garden w Nowym Jorku po raz trzeci z Williem Pepem. Stawką był zunifikowany tytuł mistrza świata wagi piórkowej. Pep wygrał przez nokaut w 12. rundzie. Bartolo pauzował po tej walce do stycznia 1949, kiedy to wygrał jeszcze dwie walki i zakończył karierę.
Później prowadził przez ponad 30 lat Ringside Cafe w East Boston (części Bostonu).